# Viidaleppia incerta
Viidaleppia incerta là một loài bướm đêm trong họ Geometridae.